# Champignelles
Champignelles ist eine französische Gemeinde mit 896 Einwohnern (Stand 1. Januar 2022) im Département Yonne in der Region Bourgogne-Franche-Comté; sie gehört zum Arrondissement Auxerre und zum Kanton Cœur de Puisaye. Die Einwohner nennen sich Champignellois(es).
Das Gemeindegebiet durchqueren der Fluss Branlin, sein Nebenfluss Agréau und der Cuivre.

## Geschichte
Der Ort war Lehen eines Zweiges des Hauses Courtenay. Diese Linie erlosch 1472 mit Johann IV. von Courtenay-Champignelles.
Louis René de Rogres de Lusignan, geboren 1705 und verstorben 1784 in Champignelles, war Vogt von Champignelles. Seine Tochter Adelaïde-Marie heiratete Marquis Louis-Joseph de Douhault im Château de Champignelles am 28. August 1764. Sie verstarb am 17. Januar 1788 was ihrem Bruder Armand-Louis de Rogres de Lusignan das ganze Erbe verschaffte, den Titel des Vogtes von Champignelles und die Gemeinden Château-Renard und Lorris. Wenige Tage später gab sich eine Frau, evtl. Anne Buiret, für Adelaïde-Marie de Douhault aus und gab an, ihr Bruder habe versucht sie zu töten, um an das Erbe zu kommen. Sie war von 1786 bis 1789 in der Salpêtrière eingesperrt. Sie strengte schließlich einen zur damaligen Zeit sehr bekannten Prozess an, in dessen Verlauf sie einige Besitztümer zugesprochen bekam, obwohl der Fall niemals wirklich geklärt wurde. Das Gericht entschied, dass sie weder Buiret noch die Marquise sei und sie wurde bekannt als Beispiel einer namenlosen Person, la femme sans nom. Es wird angenommen, dass sie die Vorlage für Wilkie Collins Thriller The Woman In White (1858) lieferte. Louis Armand de Rogres de Lusignan floh 1792 vor den Schergen der Französischen Revolution, wurde begnadigt und kehrte 1793 zurück. Er verstarb 1803. Die Frau, die angab seine Schwester zu sein starb 1832.
Der Ort hieß bis 1801 auch Champignelle.

## Bevölkerungsentwicklung
| Jahr | Einwohner | Jahr | Einwohner | Jahr | Einwohner | Jahr | Einwohner |
| ---- | --------- | ---- | --------- | ---- | --------- | ---- | --------- |
| 1793 | 1134      | 1841 | 1372      | 1881 | 1494      | 1936 | 1119      |
| 1800 | 1163      | 1846 | 1546      | 1886 | 1505      | 1946 | 1068      |
| 1821 | 1270      | 1856 | 1548      | 1911 | 1360      | 1968 | 1020      |
| 1831 | 1330      | 1872 | 1541      | 1921 | 1198      | 1982 | 1160      |
| 1836 | 1388      | 1876 | 1521      | 1926 | 1220      | 2006 | 1082      |

## Sehenswürdigkeiten
Das Manoir du Parc-Vieil ist ein Lustschloss aus dem 17. Jahrhundert. Der Dachstuhl ist im Stil von Philibert Delorme gebaut.

## Bildung
Das Centre d’Application Enva ist ein Lehrbauernhof der Ecole nationale vétérinaire d’Alfort, der nationalen Veterinärschule von Maisons-Alfort, die dem französischen Ministerium für Landwirtschaft und Fischerei untersteht.

## Persönlichkeiten

### Persönlichkeiten die vor Ort gewirkt haben
- Robert I von Courtenay-Champignelles (* 1168; † 5. Oktober 1239 in Akkon), Großmundschenk von Frankreich
- Mathilde von Courtenay-Champignelles (* wohl 1188; † 12. Oktober 1257 in der Abtei Fontevrault)(*  1226; † 20. August 1270)[2]

### Fiktive Persönlichkeiten
In mehreren Werken von Honoré de Balzac taucht die Baronin de la Chanterie, geborene de Champignelles auf. In Balzacs Werken wurde sie 1772 geboren und erlebt die Wirren der französischen Revolution. Sie erscheint in La Femme abandonnée von 1832 und in L’Envers de l’histoire Contemporaine von 1842.